# Ho Bong-chol
Ho Bong-chol (né le 21 août 1959) est un haltérophile nord-coréen.

## Carrière
Ho Bong-chol participe aux Jeux olympiques de 1980 à Moscou et remporte la médaille d'argent dans la catégorie des poids mouches.